# Przemysł precyzyjny

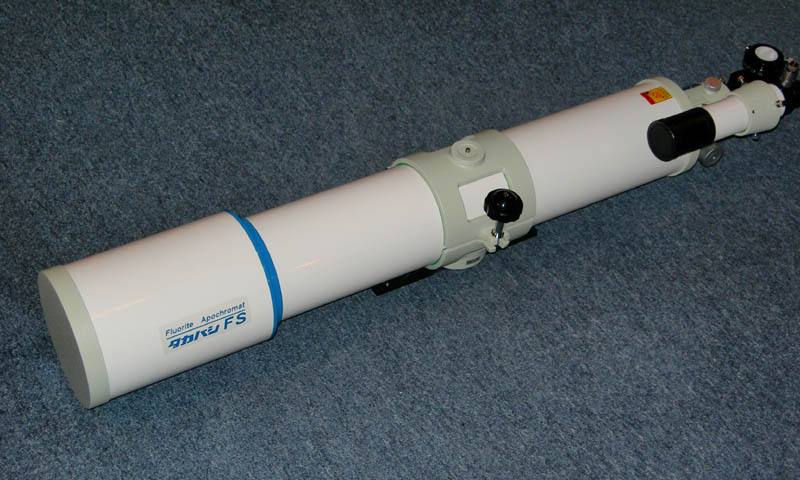
Refraktor apochromatyczny fluorytowy

Przemysł precyzyjny – gałąź przemysłu elektromaszynowego, obejmująca przede wszystkim mechanikę precyzyjną i optykę. Mechanika precyzyjna to produkcja instrumentów pomiarowych i aparatury automatyzacyjnej (ale nie elektronicznej), optyka to produkcja sprzętu optycznego.
Przykładowe produkty: zegary mechaniczne, wagi, soczewki (lunety, teleskopy).
Przemysł precyzyjny wymaga od personelu wysokich kwalifikacji. Rozwój przemysłu precyzyjnego umożliwia postęp w automatyzacji produkcji przemysłowej, ułatwia rozwój badań naukowych, podnoszenie jakości produkcji różnorodnych wyrobów i udoskonalanie procesów produkcyjnych.
W Polsce stosunkowo słabo rozwinięty, główne ośrodki: Jelenia Góra, Kraków, Ostrów Wielkopolski, Wieluń.
Zobacz też: Inżynieria mechaniczna